# Santa Maria de Castelló d'Empúries
Santa Maria de Castelló d'Empúries, Catedral de l'Empordà o Catedral de Castelló d'Empúries és una església gòtica situada al barri del Puig Salner del nucli antic de Castelló d'Empúries (Alt Empordà). Fou construït a sobre l'església romànica primitiva, de la qual queden alguns vestigis, com els primers pisos de la torre campanar o la gran pica baptismal. És una basílica situada a la plaça Mossèn Cinto Verdaguer. Es tracta d'un clar exponent de l'arquitectura del gòtic català, quedant palès en alguns dels seus elements més característics: la volta d'ogiva, els grans pilars, els pesats contraforts a l'exterior o els grans finestrals amb vitralls. És una obra declarada bé cultural d'interès nacional. L'escriptor Josep Pla considerava que era el monument religiós més important de les terres gironines després de la Catedral de Girona, que destacava per la seva monumentalitat i dimensions catedralícies.
| «           | L'església parroquial, dedicada a l'Assumpta, és la catedral de l'Empordà. És el temple més important de la mitra, després de la catedral. | » |
| — Josep Pla | |   |

## Història

### Edat mitjana
Després de la destrucció d'Empúries, Castelló va passar a ser capital del comtat, amb el trasllat a la vila dels comtes d'Empúries. Així, el lloc va esdevenir una zona estratègicament defensiva envoltada de muralles. Els comtes van voler que la vila acollís la seu episcopal de l'Empordà, això explicaria la seva monumentalitat.

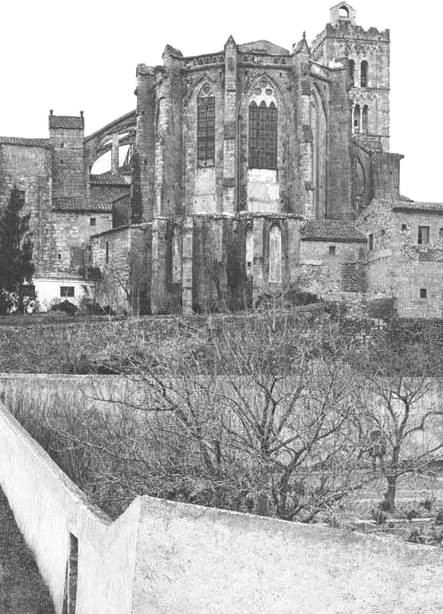
Absis de Santa Maria en una imatge d'entre 1900 i 1914

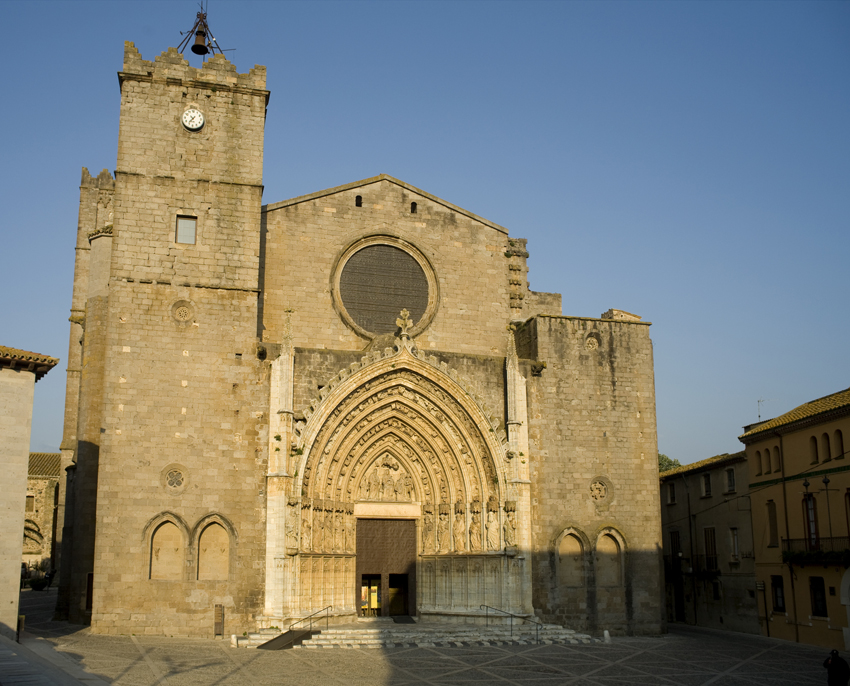
La façana principal

Fou en un document de l'any 1007 quan es tingueren per primera vegada notícies d'una primera església romànica dedicada a Santa Maria establerta al paratge de Castelló d'Empúries. Es tracta d'una compra feta pel bisbe de Girona Odó als esposos Tedmar i Truitel·la d'un alou del terme de Castelló que comprenia diversos monticles, dues llacunes i dos estanys anomenats «Ded» i «Bona conca». La propietat limitava, en diferents punts, amb terres de Sancta Maria de Castilione. Aquest temple romànic va ser consagrat l'any 1064.
L'obra d'estil gòtic català s'alçà en el mateix lloc on hi hagué la primera església romànica, i dirigida per l'arquitecte Ramon de Xartres, i es va començar a construir el 13 de febrer de l'any 1261, en temps del comte Ponç IV d'Empúries. Les diverses donacions i deixes testamentàries destinades a l'obra nova evidencien la continuació de la construcció del temple, amb diferents mestres d'obra com Pere de Torroella de Fluvià i Pere Tunyils, al llarg del segle xiv.
La seva estructura arquitectònica es donà per acabada a principis del segle xv, època en què es modelà la façana, amb la bella portalada de marbre, es construïren els altars laterals i es cisellà el retaule d'alabastre de l'altar major. Té una estructura i unes dimensions pròpies d'una catedral, una dignitat que no va aconseguir malgrat els diversos intents que promogueren els comtes d'Empúries. Es va consagrar la mesa de l'altar major (1315 o 1316), i durant la segona dècada, es va edificar l'absis i les dues primeres tramades de les naus, probablement. Al final del segle ja s'havia arribat a la façana oest i, a principis del segle xv, l'estructura arquitectònica pot donar-se per acabada amb la modelació de l'obra escultòrica de la portada principal. En aquests inicis del segle xv tenim constància de diversos mestres majors de l'obra com Joan Canellas, Antoni Antigó (1416-1429) i Miquel Llop, que substituí l'anterior.
Pel que fa a l'interior, a principis del segle xv, es van construir els altars laterals, alguns d'ells decorats amb retaules i pintures, i el cor, així com ornaments per al culte com l'orgue. En la visita pastoral de l'any 1437 consta l'existència de trenta-quatre altars, tot i que és un nombre superior al de les 26 capelles edificades. Al darrer quart de segle, després de la guerra civil entre la Diputació del General i el rei Joan II (1462-72), es cisella l'altar major d'alabastre, una de les peces més significatives de l'escultura gòtica a Catalunya. Posteriorment es procedí a l'execució de diverses actuacions com la construcció del retaule de l'altar de Sant Josep o un altre, anomenat de l'Assumpció, desaparegut durant la guerra civil espanyola, tots dos de cronologia renaixentista.

### Edat Moderna i Contemporània
Durant el segle xvii, i tot el segle xviii, es va anar ampliant l'estructura arquitectònica amb la construcció de dues grans capelles laterals, la de la Puríssima Sang (al costat nord) i la de la Verge dels Dolors (banda sud), així com la nova sagristia. A més a més, l'església va augmentar el seu patrimoni amb la incorporació de retaules barrocs, un fragment dels quals, datat del 1703, encara es conserva a l'altar de Sant Pere. A finals del segle xviii, amb l'arribada de la Guerra Gran (1793-95), les tropes de la Convenció Francesa utilitzaren el temple com a quarter, destrossant així el cor, l'orgue, alguns altars laterals i l'escapçament d'algunes de les figures del retaule de l'altar major. Posteriorment es construí un nou orgue, un nou cor i es reconstruïren els altars laterals, tot i que amb l'arribada de la guerra civil espanyola (1936-39), es tornaren a malmetre (destrucció total del nou cor i greus danys a l'orgue i als altars laterals).
A partir de l'any 1963, i fins al 1977, a iniciativa de la Direcció General d'Arquitectura del govern espanyol, es portà a terme una àmplia restauració del conjunt que deixà el temple en l'estat en què es troba actualment.

## Descripció interior

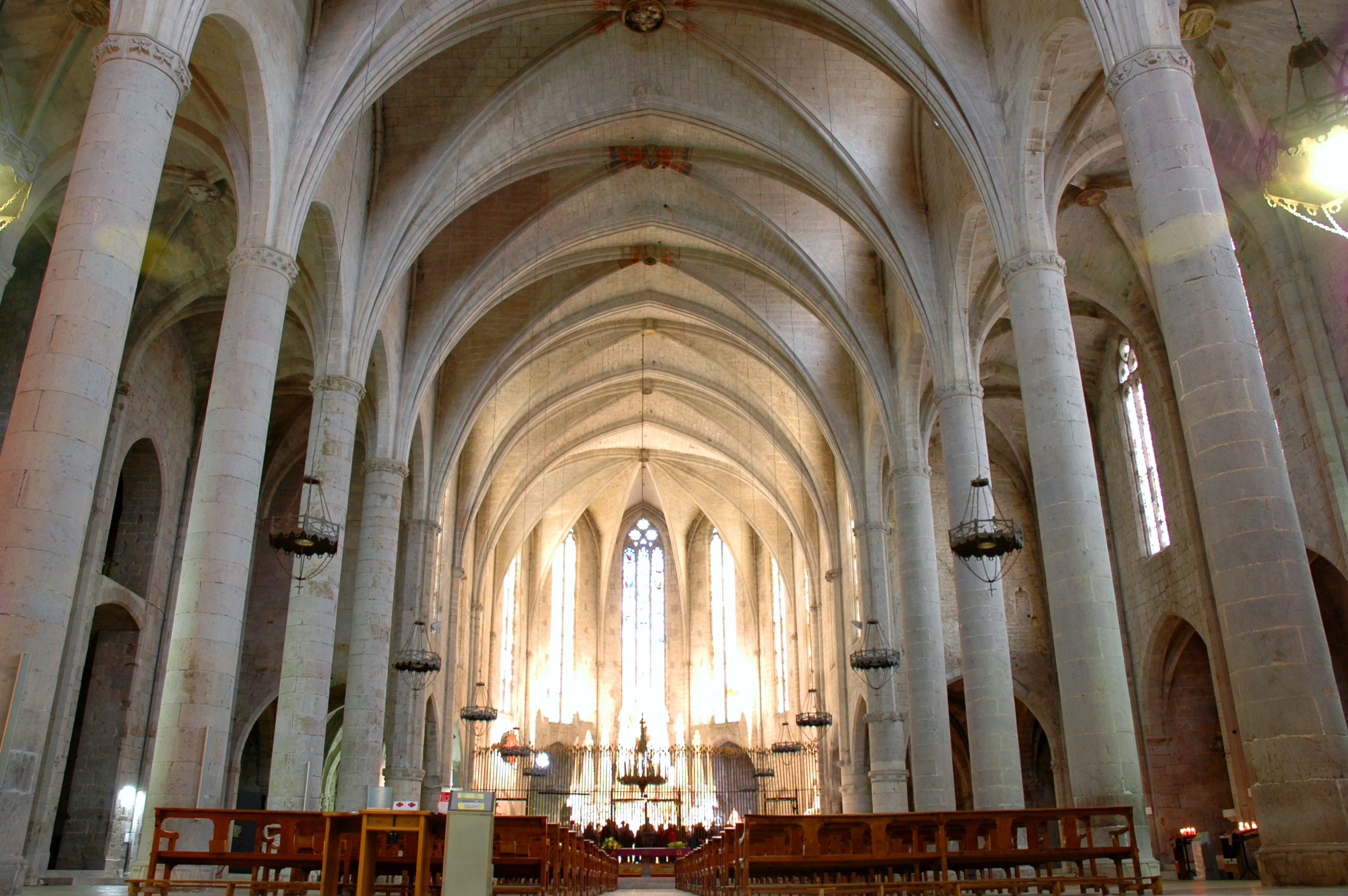
Interior

L'església de Santa Maria és un dels prototipus d'església de saló o espai unitari no compartimentat, propi del gòtic català, modalitat introduïda pels monjos cistercencs. La planta de saló comporta una disposició rectangular de l'estructura de l'església amb les capelles laterals enquadrades entre els contraforts, coronats per gàrgoles de desguàs, que sostenen els murs laterals. En la capçalera i en les dues primeres tramades, amb les naus laterals més baixes, els contraforts es veuen completats per arcbotants.
Cada una de les tres naus de la planta està formada per nou voltes d'ogiva sostingudes per pilars, amb els elements propis d'aquesta construcció: els arcs formers i els quatre nervis que conflueixen en una clau. L'altar major és una ara (pedra consagrada) de més de tres metres de llarg, sostinguda per cinc columnes, i que serveix per a celebrar-hi la missa. Havia estat a dins del presbiteri, a l'altra banda de la reixa de ferro, però el 1973 fou traslladada al seu actual emplaçament, més a prop dels fidels. Cal destacar les grans capelles laterals de la Puríssima Sang i de Nostra Senyora dels Dolors, afegides al segle xviii, que li proporcionen l'aspecte d'un fals transsepte.

### Retaule

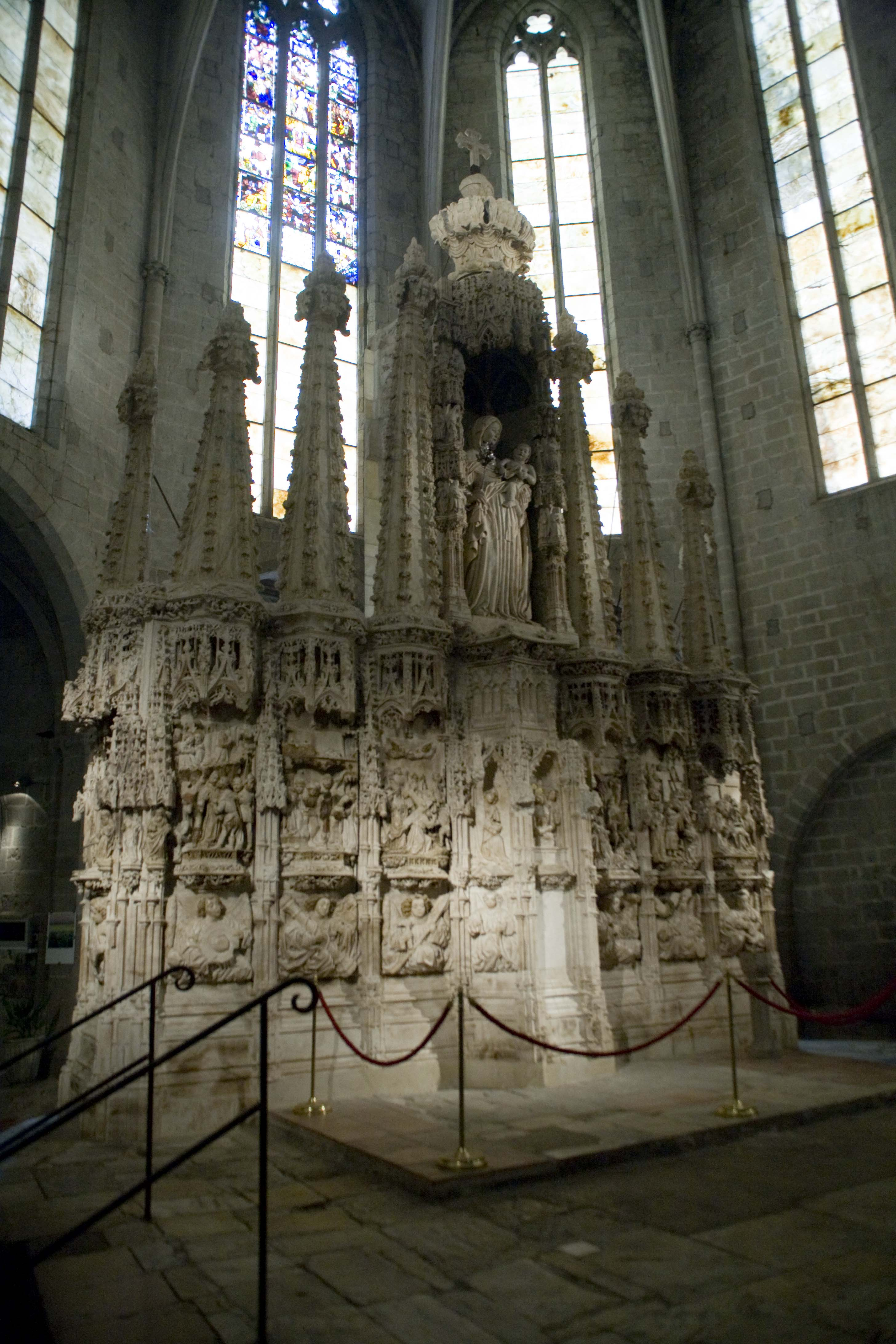
Altar d'alabastre

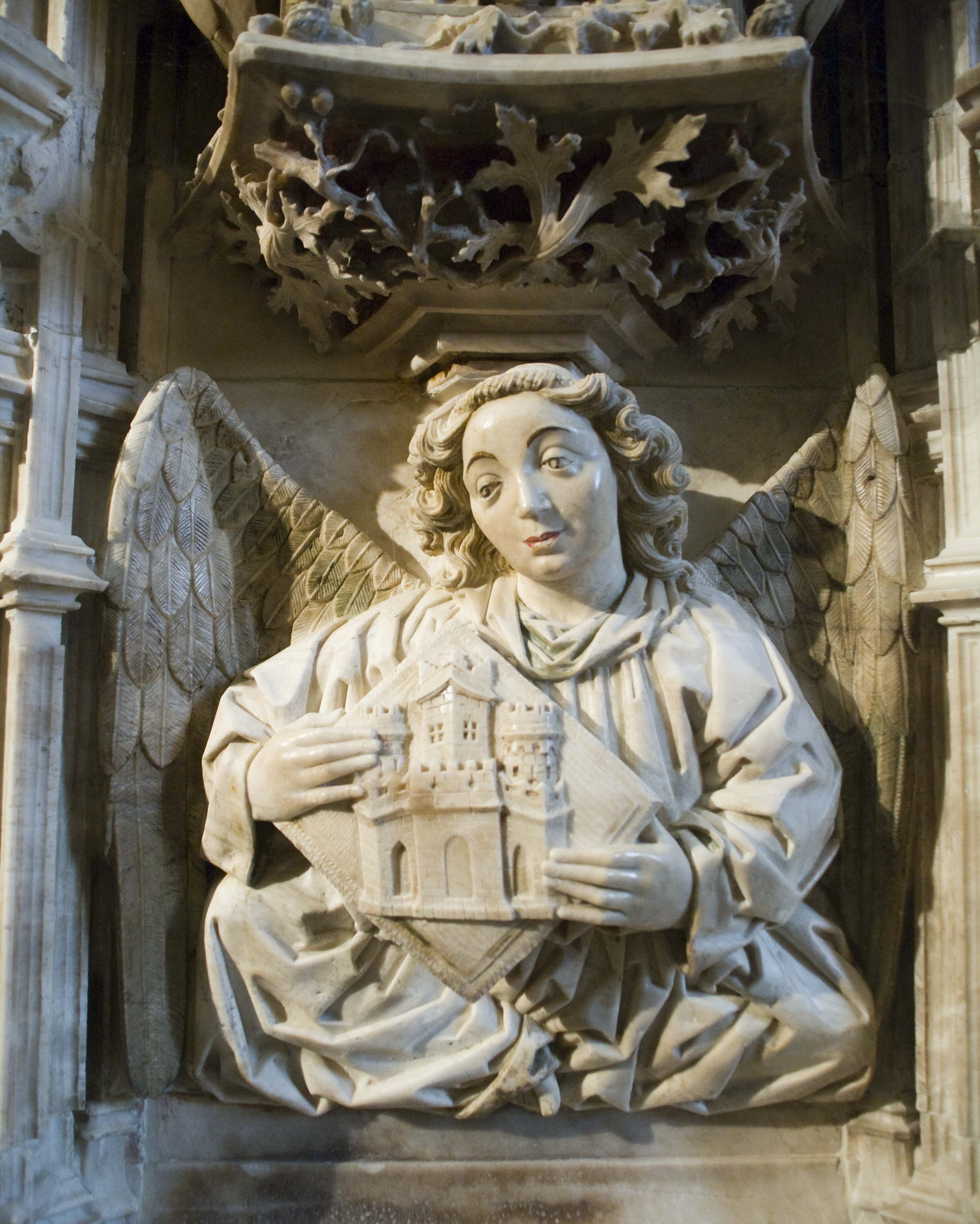
Detall del retaule. L'escut de Castelló.

Cal destacar el retaule major d'alabastre de Beuda, atribuït a Vicenç Borràs i datat entre 1485 i 1493, tot i que sembla que ja era acabat el 1465. És d'estil gòtic flamíger renaixentista. Es considera una obra única a Catalunya i una de les millors mostres de l'escultura gòtica catalana de la segona meitat del segle xv, a més, es tracta del darrer retaule d'aquesta tècnica al nostre país. Constituït per sòcol i bancal i format per nombroses peces d'alabastre procedents de la Garrotxa, el retaule té una alçada total de 6,56 metres, tres dels quals corresponen a la fornícula de la Verge de la Candelera.
Consta d'un sòcol llis i un bancal esculpit dividit en dos registres: l'inferior amb figures d'àngels que sostenen els símbols dels promotors de l'obra i el superior amb escenes de la Passió, emmarcades per dossers, alhora rematats per pinacles decorats. En el tabernacle central hi ha tres plafons més grans amb les representacions de l'Ecce Homo, la Verge Maria i Sant Joan Evangelista. La part superior està coronada per una sanefa de motius vegetals, damunt la qual hi ha una gran fornícula amb la imatge de la Verge Candelera, patrona de la població.

### Orgue
L'orgue de la basílica s'hi troba present des de finals de l'edat mitjana. Concretament, segons un document del 1494, va ser construït el 1419 pel mestre Pere Granyera. De totes maneres, l'orgue que es pot observar actualment a la basílica és una realització dels primers anys del segle xix. Concretament es va començar a construir l'any 1803 sota la responsabilitat de l'orguener Domènech Cavaillé i del seu pare, Joan Pere Cavaillé, procedents del Llenguadoc. Fou acabat per Gaietà Vilardebó el 1854 i concebut segurament per a substituir el que hi havia hagut anteriorment, ja que probablement va ser destruït per les tropes franceses durant la Guerra Gran. També va patir greus destrosses durant la Guerra Civil, però fou restaurat a partir del 1976 per l'orguener Gerhard Grenzig, encara que l'autoria s'atribueix al suís Louis Scherrer. L'orgue consta de quatre teclats amb aproximadament 57 jocs, cadireta, orgue major, eco i recitatiu, amb pedal de 12 botons i una octava cromàtica i prop de 4.500 tubs de tota mena i caràcters.

### Sepulcres

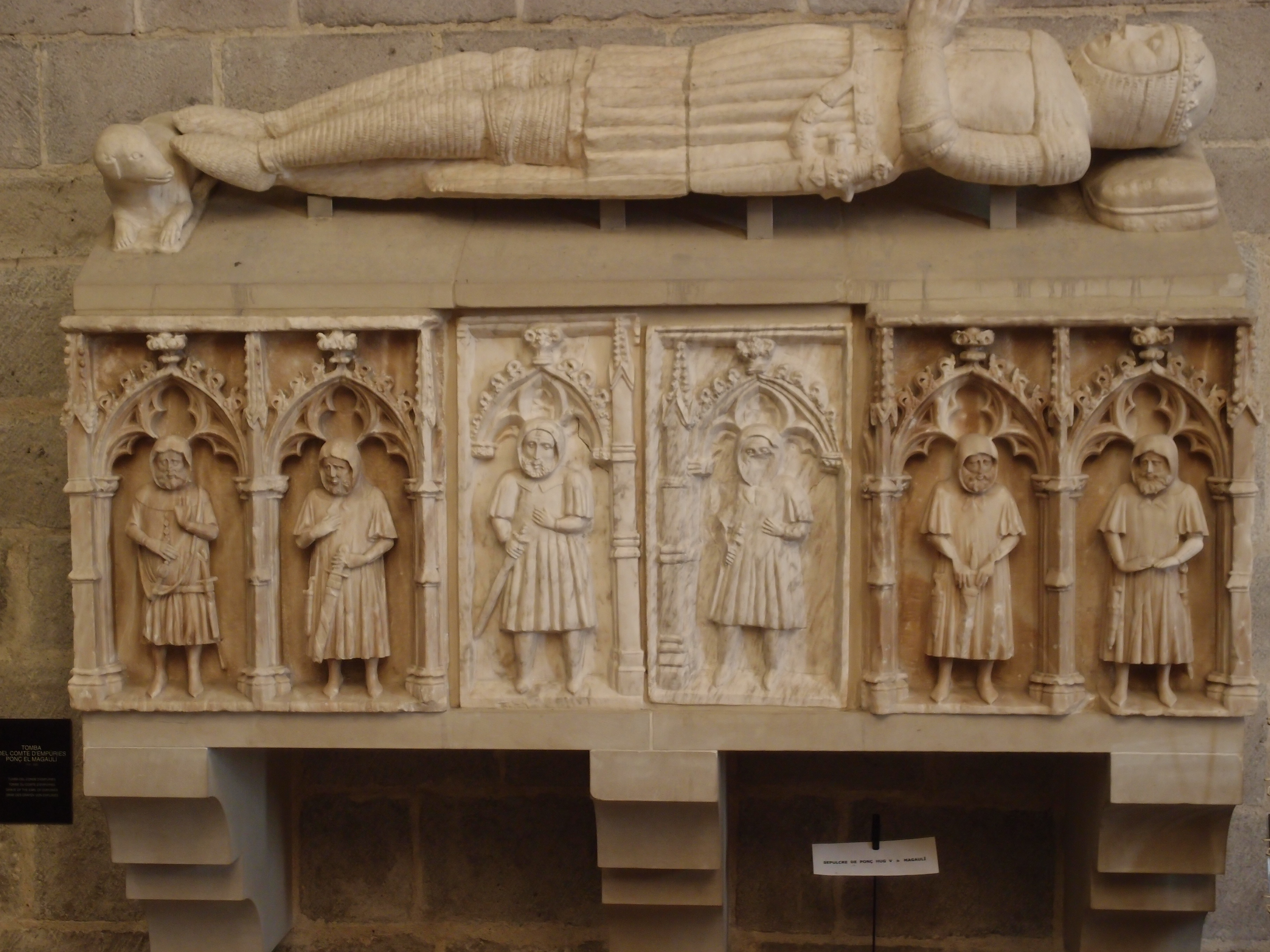
Sepulcre de Ponç VI d'Empúries.

La basílica conté els sepulcres d'alguns membres de la família comtal d'Empúries. Havien estat enterrats en una capella de l'orde dels dominics als afores de Castelló; l'any 1733, les restes van ser traslladades al nou convent de Sant Domènec, edifici que avui ocupa l'Ajuntament. Després de la desamortització de 1835, el 1841, es van dipositar a Santa Maria, darrere l'altar. L'any 2002 es van examinar les tombes i es van situar als dos costats del presbiteri, perquè tinguessin més rellevància. Són les tombes de Ponç VI d'Empúries, conegut com a Malgaulí, i Pere I d'Empúries.
És digne de menció el sepulcre de Pere Bou, ardiaca i fundador de la capella de Sant Esteve, on fou enterrat a la seva mort l'any 1401. A la paret esquerra s'hi pot veure encastat un ossari, amb figura jacent descansant sobre dos lleons i aquests damunt columnes. Sota l'arc que el protegeix, el sarcòfag presenta un baix relleu figurant una processó mortuòria.

### Pica baptismal
S'ha de mencionar també un pica baptismal del segle xi situada al nàrtex prop de la portalada. És un llegat de l'antiga església romànica consagrada l'any 1064. S'aprecia que és un sol bloc de pedra, amb dues piques enganxades, una d'1,4 m de diàmetre amb una alçada d'1,12 m; i l'altre de 0,78 m de diàmetre amb una alçada de 0,65 m. Aquesta última no toca el sòl i era per batejar els infants, mentre que la grossa era per als adults. Una anella d'arcs llombards recorre tota la circumferència. Les tapes de fusta van ser recobertes amb cuir per ordre del bisbe Toco l'any 1573.

## Descripció exterior

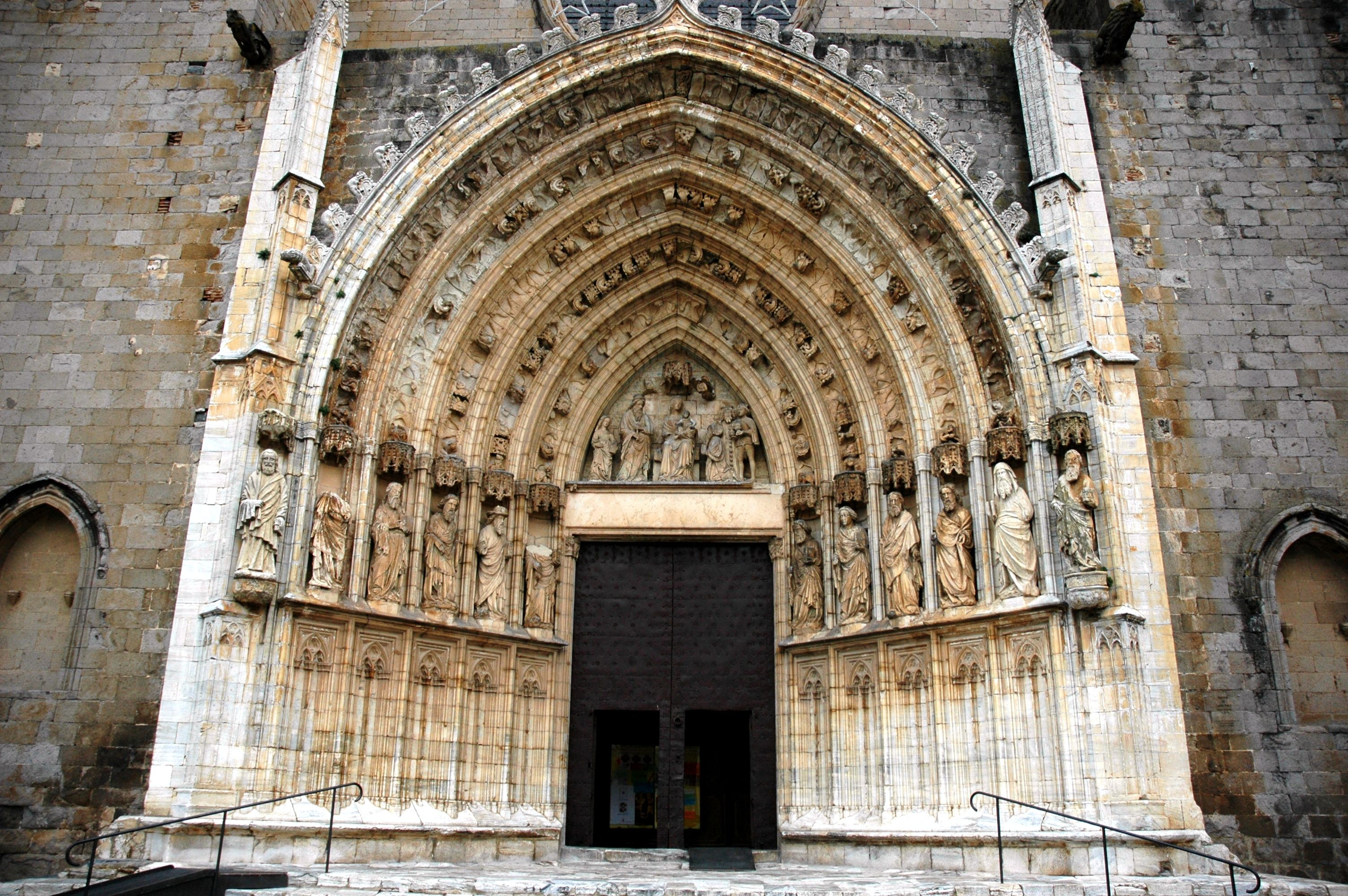
La portalada de marbre del segle XV

La façana principal presenta una gran portalada de pedra del segle xv, atribuïda al mestre d'obres Antoni Antigó, i està dividida en tres espais: dos campanars i un capcer central. Aquest capcer central posseeix la portalada, emmarcada entre dos pinacles. En destaca la bellesa formada per sis arquivoltes que delimiten el timpà i el frontó. Al timpà s'hi representa l'adoració dels Reis Mags. Les sis arquivoltes estan rematades per dotze fornícules que allotgen als dotze apòstols. Totes les escultures són tallades amb gran perfecció i profusió de detalls. Sota les fornícules, un sòcol amb finestres cegues descansen en un banc. Damunt de la portalada a la part superior del capcer, es desplega una gran rosassa gòtica, que dona claror a l'interior del temple.

### Campanar

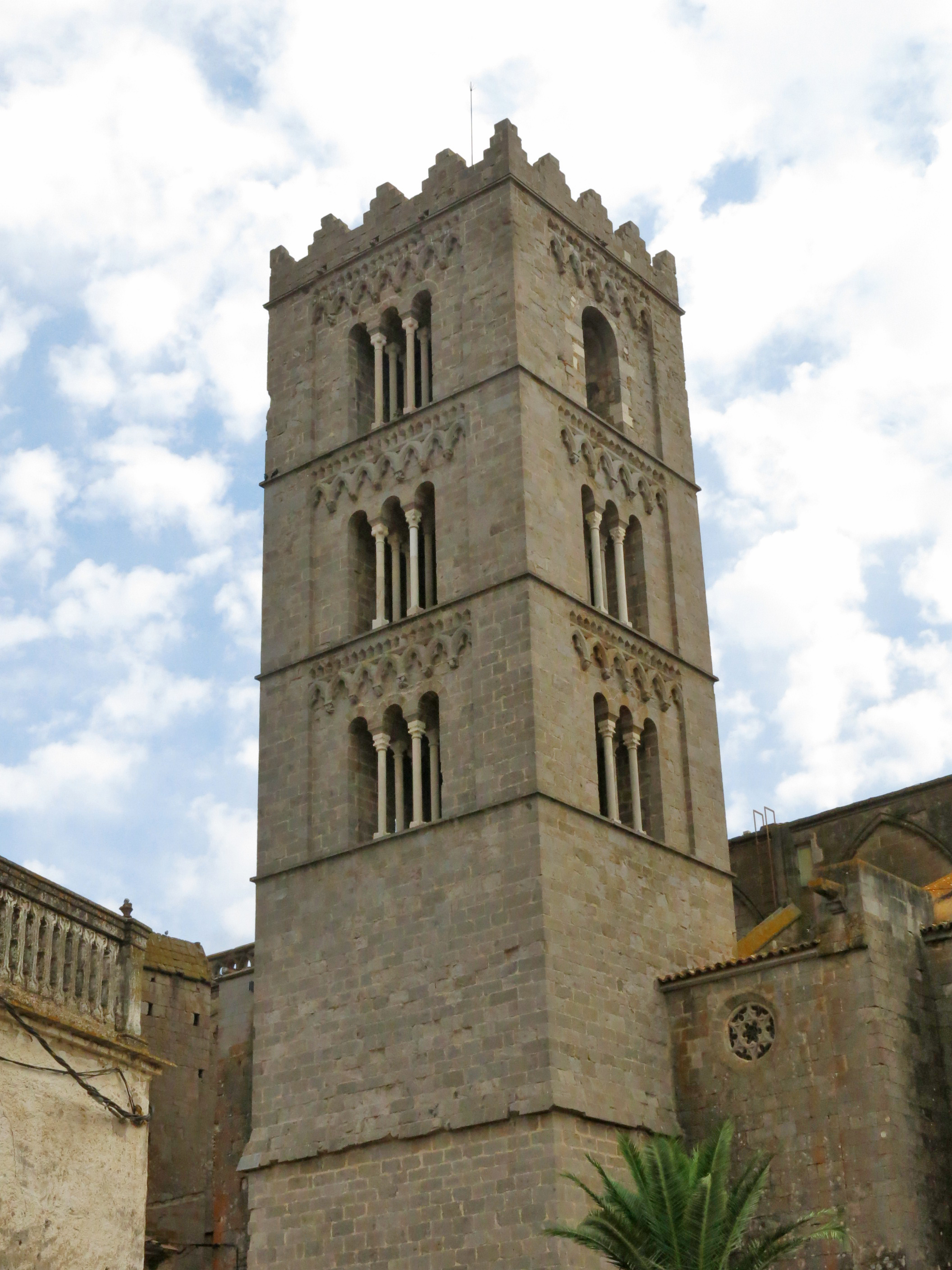
Camapanar romànic

L'element més antic del conjunt és el campanar, que data potser del segle xiii. Té l'estructura romànica, però alguns elements decoratius, com els arcs lobulats a l'interior dels arcs cecs, són ja gòtics. De planta quadrada i uns vint metres d'alçada, el campanar presenta els dos pisos inferiors sense cap obertura i els tres superiors amb una obertura triforada a cada façana, damunt la qual hi ha arquets cecs apuntats i una sanefa de serra. L'acabament de la torre és emmerletat. L'aparell de l'obra és de carreus ben escairats, de pedra volcànica gris fosc.

## Museu

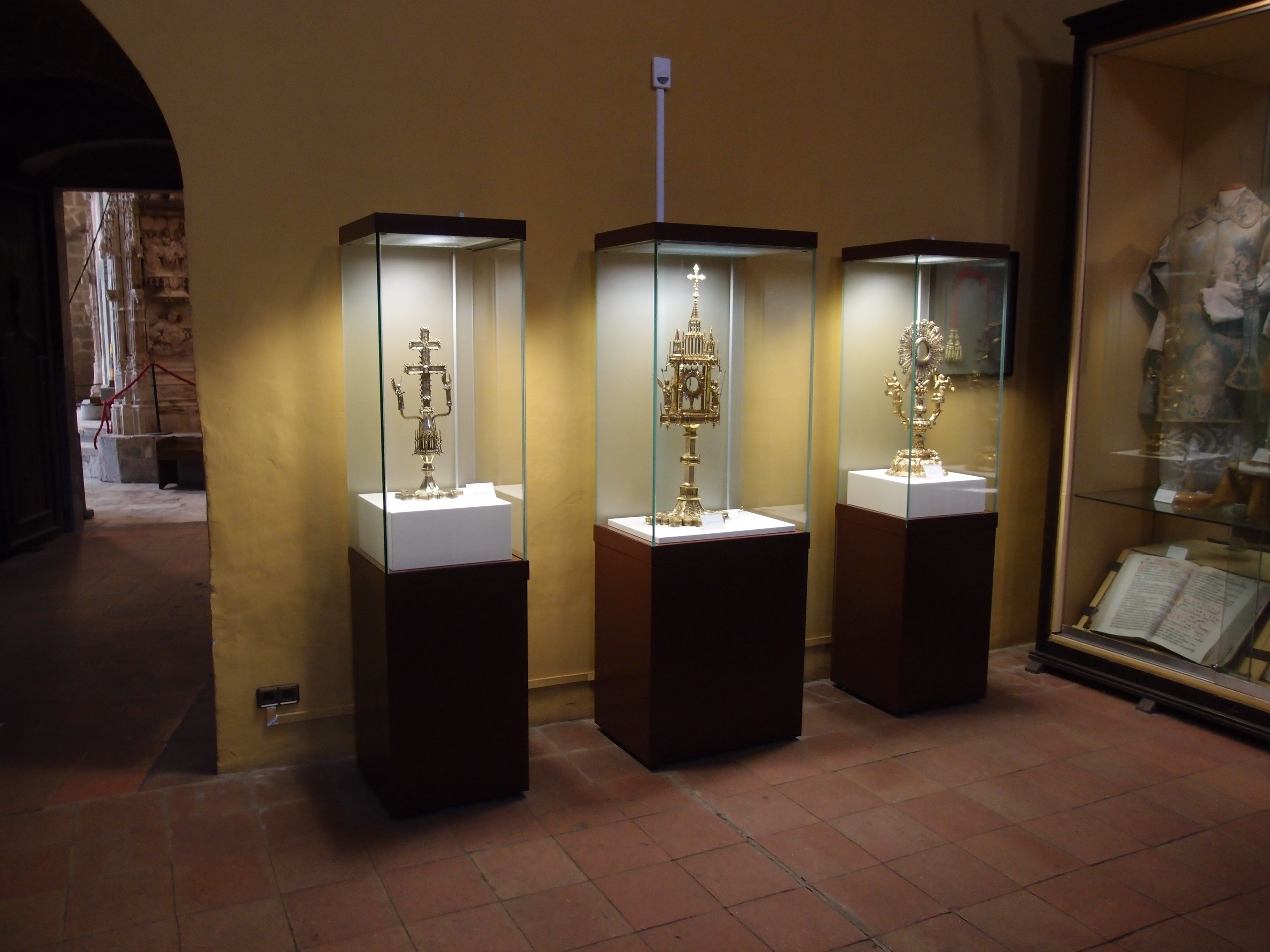
Museu parroquial

El museu parroquial, conegut com El Tresor i ubicat a la sagristia nova i a les sales annexes, és on es troba la valuosa col·lecció d'orfebreria religiosa que conserva la basílica. En una primera sala hi ha una de les peces més significatives que hom pot observar al museu: una creu processional d'argent daurat i d'estil plateresc del segle xvi, adornada amb pedres precioses i dos medallons, que representen la Verge i Sant Joan.
Un altre dels objectes de més valor del museu és la imatge de la Verge Immaculada, realitzada tota en plata repujada i d'estil plateresc, que data del segle xvii. A la vitrina del museu també s'hi pot observar tota una col·lecció d'indumentària litúrgica de diferents èpoques i valuosos exemplars de llibres de cant gregorià. En una segona sala, dedicada a l'exposició de pintures amb motius religiosos, hom pot observar-hi el relleu d'un retaule de Santa Caterina del segle xviii i vuit relleus pertanyents a les trones construïdes a l'església el 1939.
En una tercera sala s'hi pot observar una mostra de la col·lecció de gerres i àmfores dels segles xiv i xv, trobades a l'interior de la basílica després d'unes reformes el 1972. Actualment podeu gaudir de la visita al museu cada dia. Va la pena entrar-hi i observar tots els objectes i joies que s'hi exposen.